# Флавен
Флаве́н (фр. Flavin, окс. Flavinh) — коммуна во Франции, находится в регионе Окситания. Департамент — Аверон. Входит в состав кантона Пон-де-Салар. Округ коммуны — Родез.
Код INSEE коммуны — 12102.
Коммуна расположена приблизительно в 510 км к югу от Парижа, в 125 км северо-восточнее Тулузы, в 8 км к югу от Родеза.

## Население
Население коммуны на 2008 год составляло 2186 человек.
| 1962 | 1968 | 1975 | 1982 | 1990 | 1999 | 2008 |
| ---- | ---- | ---- | ---- | ---- | ---- | ---- |
| 1057 | 1118 | 1167 | 1626 | 1827 | 1936 | 2186 |

## Экономика
В 2007 году среди 1413 человек в трудоспособном возрасте (15—64 лет) 1094 были экономически активными, 319 — неактивными (показатель активности — 77,4 %, в 1999 году было 75,3 %). Из 1094 активных работали 1049 человек (542 мужчины и 507 женщин), безработных было 45 (15 мужчин и 30 женщин). Среди 319 неактивных 114 человек были учениками или студентами, 137 — пенсионерами, 68 были неактивными по другим причинам.

## Достопримечательности
- Церковь Сен-Пьер (XIII век). Памятник истории с 1988 года[3]

## Фотогалерея

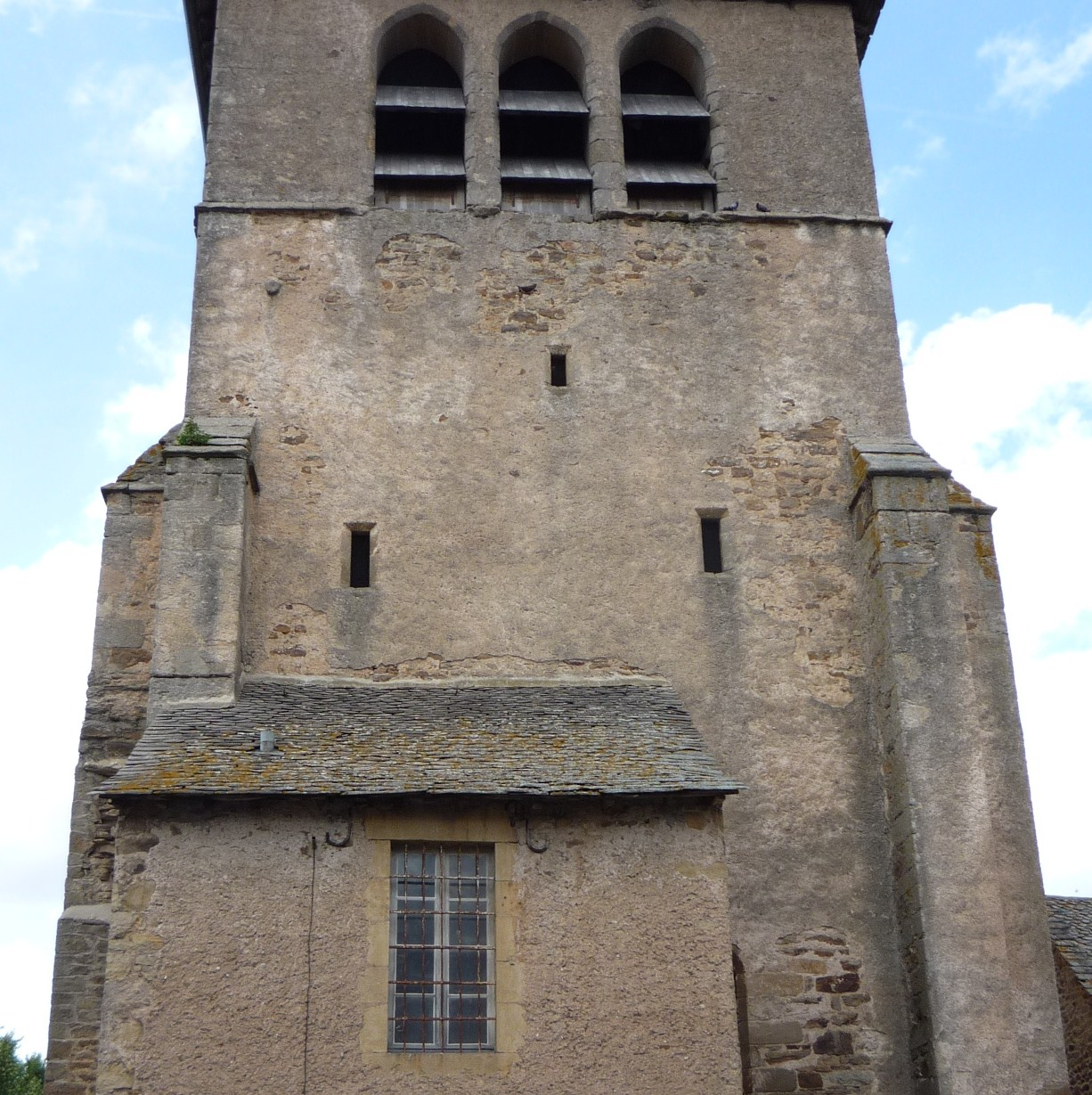
Церковь Сен-Пьер
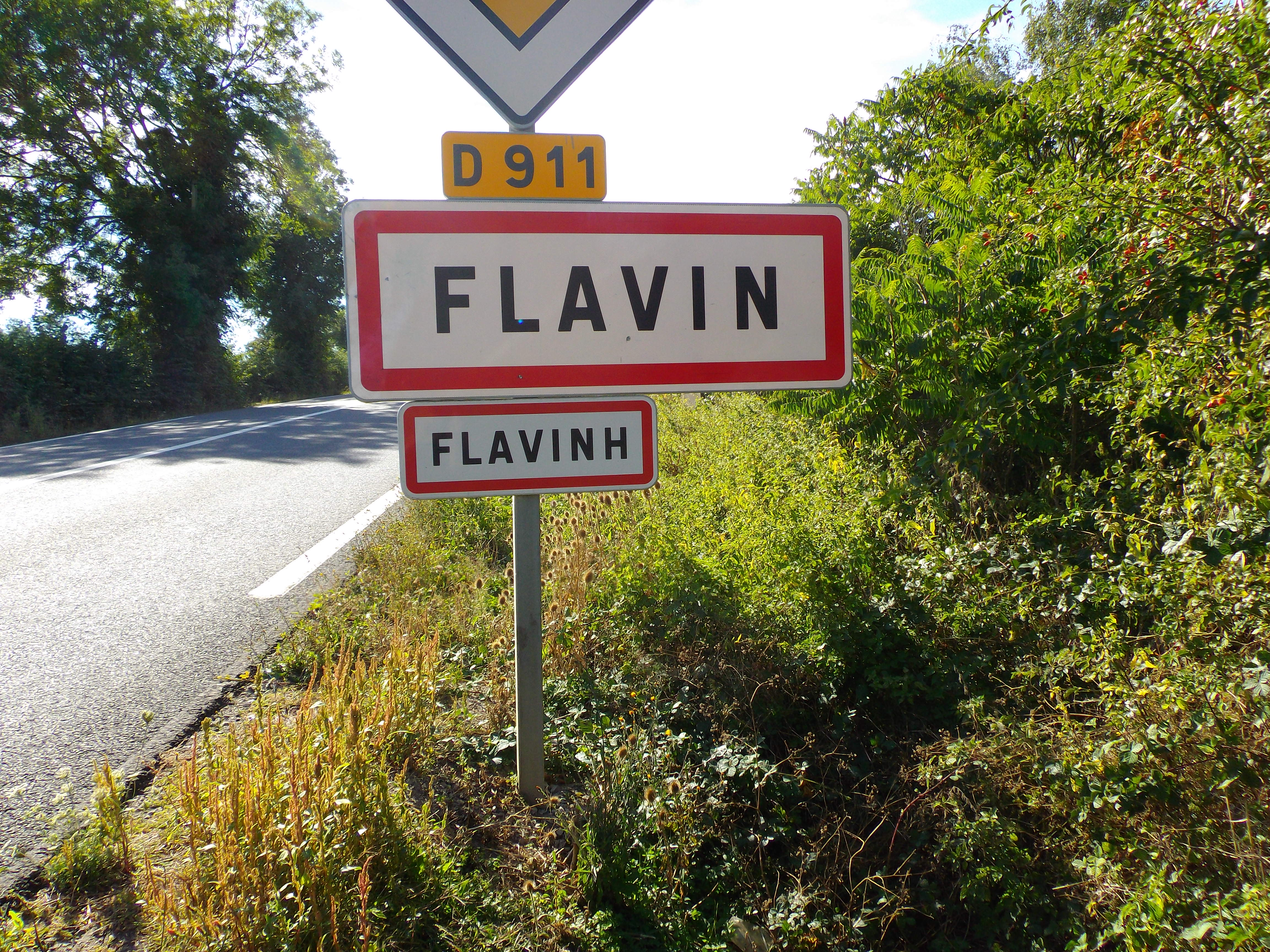
Знак на въезде во Флавен
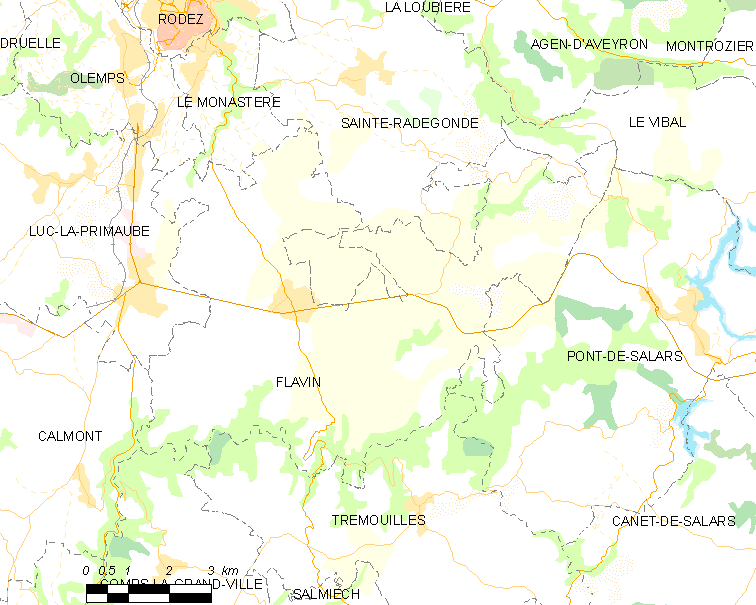
Карта коммуны